# أغبلاغ (خلخال)
أغبلاغ هي قرية في مقاطعة خلخال، إيران. عدد سكان هذه القرية هو 88 في سنة 2006.